# Rolf Björklund
Rolf Björklund (* 2. října 1938) je bývalý švédský fotbalista, obránce. Po skončení aktivní kariéry působil jako trenér.

## Fotbalová kariéra
Ve švédské lize hrál za Malmö FF, nastoupil ve 192 ligových utkáních a dal 1 gól. S týmem vyhrál třikrát švédskou fotbalovou ligu a v roce 1967 švédský fotbalový pohár. V Poháru mistrů evropských zemí nastoupil v 6 utkáních a ve Veletržním poháru nastoupil v 6 utkáních. Za reprezentaci Švédska nastoupil v letech 1965–1967 ve 12 utkáních. 

## Ligová bilance
| Ročník                 | Zápasy | Góly | Klub     |
| ---------------------- | ------ | ---- | -------- |
| 1. švédská liga 1960   | 18     | 0    | Malmö FF |
| 1. švédská liga 1961   | 22     | 0    | Malmö FF |
| 1. švédská liga 1962   | 7      | 0    | Malmö FF |
| 1. švédská liga 1963   | 11     | 0    | Malmö FF |
| 1. švédská liga 1964   | 22     | 0    | Malmö FF |
| 1. švédská liga 1965   | 22     | 0    | Malmö FF |
| 1. švédská liga 1966   | 22     | 0    | Malmö FF |
| 1. švédská liga 1967   | 22     | 1    | Malmö FF |
| 1. švédská liga 1968   | 22     | 0    | Malmö FF |
| 1. švédská liga 1969   | 11     | 0    | Malmö FF |
| 1. švédská liga 1970   | 13     | 0    | Malmö FF |
| CELKEM 1. švédská liga | 192    | 1    |          |